# Ned Eisenberg
Ned Eisenberg (13 de janeiro de 1957 - 27 de fevereiro de 2022) foi um ator americano conhecido por seu papel recorrente em Law & Order: Special Victims Unit como Roger Kressler.
Eisenberg foi casado com a atriz Patricia Dunnock e teve um filho.
Eisenberg morreu de complicações de colangiocarcinoma em sua casa em Nova York, em 27 de fevereiro de 2022, aos 65 anos.
Nos últimos dois anos de sua vida, Eisenberg continuou a trabalhar enquanto lutava contra o câncer em particular, garantindo que ele e sua família ainda tivessem cobertura médica e estabilidade financeira devido aos seus ganhos.